# TXNIP
TXNIP (von Thioredoxin Interacting Protein, synonym EST01027, HHCPA78, THIF, VDUP1, ARRDC6) ist ein Protein aus dem Redox-Stoffwechsel.

## Genetik
Das TXNIP-Gen liegt beim Menschen auf Chromosom 1, Position 1q21.1, Start 145,992,435 bp, Ende 145,996,600 bp, Zugriff 1. März 2021. Bei Mäusen wurde TXNIP ebenfalls nachgewiesen.

## Funktion
TXNIP bindet an Thioredoxin und ZBTB32.

## TAR-Syndrom
TXNIP wurde mit dem TAR-Syndrom in Verbindung gebracht. TAR steht für Thrombocytopenia with Absent Radius. Es ist eine seltene genetisch bedingte Krankheit mit erniedrigter Zahl von Blutplättchen (Thrombozytopenie) und Fehlen des Unterarmknochens Radius. Eine Genanalyse von 30 Patienten mit TAR-Syndrom fand in allen Fällen eine heterozygote Deletion im Chromosomenabschnitt 1q21.1, also fehlten auf einem der 2 Chromosomen Nr. 1 Teile genau der Region, in der TXNIP liegt. Problematisch ist allerdings, dass in dieser Region auch noch andere Gene liegen und dass die gleiche Mutation auch bei 32 % der gesunden Familienangehörigen gefunden wurde.

## Schlüsselmolekül des Alterns
Die Wissenschaftler des DKFZ der Arbeitsgruppe um Peter Krammer und Karsten Gülow veröffentlichten 2018 Ergebnisse von Experimenten, in deren Rahmen entdeckt wurde, dass TXNIP ein Schlüsselmolekül des Alterns ist. TXNIP hemmt indirekt den Abbau reaktiver Sauerstoffspezies. Im Alter nimmt TXNIP zu und verhindert den Abbau von oxidativem Stress. Experimente an genveränderten Fliegen ergaben, dass hohe TXNIP-Konzentrationen die Lebensdauer verkürzten.

## Diabetes
TXNIP ist in Menschen mit Typ 2-Diabetes deutlich anders methyliert. Wird dessen Genexpression verändert, so kann die Krankheit gebessert werden.

## Thioredoxin
TXNIP ist ein negativer Regulator von Thioredoxin. Thioredoxin ist ein Protein, welches als Antioxidans wirkt. Es vermittelt die Reduktion (Antioxydation) anderer Proteine über den Cystein-Thiol-Disulfid-Austausch.

## Inflammasom
TXNIP hemmt die Aktivierung des NLRP3-Inflammasoms und damit die Sekretion von IL-1β (Interleukin-1β).